# La Toma (Argentinien)
La Toma oder Cuatro de Junio ist die Hauptstadt des Departamento Coronel Pringles in der Provinz San Luis im Westen Argentiniens. Sie ist ein Bergbauzentrum und nennt sich Hauptstadt des Onyx-Steins (Capital de la piedra Ónix), weil dieser in den Werkstätten des Ortes zu handwerklichen Kleinoden bearbeitet wird.

## Geschichte
La Toma wurde 1905 im Zusammenhang mit der Ankunft der Eisenbahnlinie gegründet.

## Sehenswertes
- El Parador Minero ist ein mineralogisches Museum in dessen Vitrinen ungefähr 700 Mineralarten aus aller Welt ausgestellt sind. Die ständig durch Schenkung, Kauf und Tausch auf internationalen Messen wachsende Sammlung bringt die Vielfalt der Farben der Steine gut zum Ausdruck.
- La Toma Vieja, eine historische Estancia, ist das wichtigste und auffälligste Gebäude des Ortes. Es befindet sich an der westlichen Ausfahrt der Hauptstraße "La Avenida Mármol Ónix", in dessen Kunsthandwerks- und Schmuckläden der Ónix angeboten wird.